# Abel Kiviat
Abel Kiviat (né le 23 juin 1892 à Manhattan et mort le 24 août 1991 à Lakehurst) est un ancien athlète américain spécialiste du demi-fond.

## Palmarès

### Jeux olympiques d'été
| Date | Compétition     | Lieu      | Résultat | Épreuve            | Temps  |
| ---- | --------------- | --------- | -------- | ------------------ | ------ |
| 1912 | Jeux olympiques | Stockholm | 2e       | 1 500 m            | 3:56.9 |
| 1912 | Jeux olympiques | Stockholm | 1er      | 3000 m par équipes | 9pts   |